# Ningqiang (cheval)
Pour l’article homonyme, voir Ningqiang.
Le Ningqiang  (chinois simplifié : 宁强马 ; chinois traditionnel : 寧強馬 ; pinyin : Níng qiáng mǎ), ou Mingling, est une race de poney ou de cheval miniature originaire du Shaanxi, en Chine. Issu d'un brassage génétique entre chevaux chinois du Nord et du Sud, il est le plus souvent considéré comme une race de poney du Sud-Ouest. Bien adaptée aux rigueurs de son environnement, la race est devenue rare, seules quelques centaines d'animaux subsistent en 2006. Le Ningqiang est désormais protégé.

## Histoire
Des recherches archéologiques récentes ont permis d'établir qu'une chama gudao, une route du thé et des chevaux, passait jadis dans le Sud du Shaanxi. Le xian de Ningqiang est devenu un important centre de commerce. Les chevaux locaux ont donc été influencés tant par des animaux venus du Nord que par ceux du Sud, notamment le cheval mongol, le Kazakh et le Guizhou, ce brassage génétique aboutissant peu à peu à la race Ningqiang.

## Description
Le Ningqiang est intermédiaire entre les chevaux du Nord-Ouest et ceux du Sud-Ouest de la Chine, il possède donc les caractéristiques de ces deux types de populations équines. La plupart des chercheurs revendiquent son appartenance au groupe des poneys du Sud-Ouest. Le dictionnaire de CAB International considère qu'il s'agit d'une race de chevaux miniature. Une étude génétique chinoise, plus précise, distingue le poney Ningqiang du cheval Ningqiang, précisant qu'il est nommé poney lorsque sa taille est inférieure à 1,06 m. La FAO relève une taille de 1,13 m en moyenne chez les femelles et 1,14 m pour les mâles, le poids médian des femelles étant de 167,5 kg. 
C'est un poney compact et solide, dont le corps est plutôt petit. La tête est belle, surmontée de petites oreilles agiles. Le garrot est peu sorti. La poitrine est modérément développée, le dos est plat. Le rein est bien musclé. Les tendons des quatre jambes sont solides, de même que les pieds. Ses robes sont très variées et les couleurs composées sont possibles.  
Il atteint sa maturité à l'âge de 30 mois en moyenne. Il est considéré comme doux et vigilant. Adapté à son environnement, il est très résistant aux conditions difficiles. 
Les études génétiques ont démontré l'existence de deux à quatre lignées (A et F ou A, B, D et F), et de neuf haplotypes différents. Cela a permis de déterminer une très grande diversité génétique, et de rapprocher le Ningqiang des races du Huçul, de Debao, du cheval mongol (dont il est génétiquement assez proche malgré une apparence assez éloignée) et du Cheju. Une mutation génétique affecte sa croissance.

## Diffusion de l'élevage
C'est une race de poney native de l'Ouest de la Chine. Le Ningqiang est présent dans les districts de Guangpin, Yangguan et Daijiaba, dans le xian de Ningqiang et le Shaanxi. En 1981, la FAO recense 3 301 animaux de la race. En 2006, il ne reste plus que 245 à 360 Ningqiang, avec une tendance à la baisse. Il fait désormais l'objet de mesures de protection.  Le Ningqiang est reconnu officiellement par le gouvernement chinois, sous le numéro standard GB/T 24881-2010. D'après l'évaluation de la FAO réalisée en 2007, ce cheval n'est pas menacé d'extinction.